# 1999 en Tunisie
Chronologie de la Tunisie
- 1995
- 1996
- 1997
- 1998
- 1999
- 2000
- 2001
- 2002
- 2003

Cet article présente les faits marquants de l'année 1999 en Tunisie ou relatifs à la Tunisie.

## Événements
- 6 janvier : les sept meneurs de la révolte qui avait conduit à la fermeture de l'université de Tunis pendant tout le mois de novembre 1998 sont libérés, sous la pression de l'opinion publique[1].
- février : de violentes manifestations lycéennes ont lieu à Gafsa et donnent lieu à de nombreuses arrestations[2].
- 5 juillet : Abderraouf Chammari, ancien vice-président de la municipalité de Tunis, est arrêté pour avoir critiqué en privé la famille du président Zine el-Abidine Ben Ali ; il est jugé le 29 juillet et condamné le lendemain à un an de prison ferme malgré le fait qu'il ait nié avoir tenu les propos qu'on lui reproche[3] ; il est le frère de Khemaïs Chammari, un opposant exilé[4].
- 24 octobre : le président Zine el-Abidine Ben Ali et pour la première fois deux autres candidats, Mohamed Belhaj Amor et Abderrahmane Tlili, se présentent à l'élection présidentielle ; le président sortant est réélu avec 99,44 % et le Rassemblement constitutionnel démocratique remporte 91,6 % aux élections législatives.

## Sports

### Athlétisme
- Championnats de Tunisie d'athlétisme 1999

### Football
- Finale de la Ligue des champions de la CAF 1999
- Coupe des clubs champions arabes de football 1999
- Supercoupe arabe de football 1999
- Équipe de Tunisie de football en 1999
- Championnat de Tunisie de football 1998-1999
- Championnat de Tunisie de football 1999-2000
- Coupe de Tunisie de football 1998-1999
- Coupe de Tunisie de football 1999-2000

### Handball
- Championnat de Tunisie masculin de handball 1998-1999
- Championnat de Tunisie masculin de handball 1999-2000

### Volley-ball
- Équipe de Tunisie de volley-ball en 1999
- Championnat de Tunisie masculin de volley-ball 1998-1999
- Championnat de Tunisie masculin de volley-ball 1999-2000

## Culture
- Les Siestes grenadine, film tunisien réalisé en 1999 par Mahmoud Ben Mahmoud, consacré à une description de la société tunisienne, réalisé une dizaine d'années avant la révolution de 2010-2011.
- 23 avril : le Comar d'or est attribué à :
  - deux ouvrages en langue arabe : Promosport de Hassen Ben Othman (ar) et Hares el malaîka de Hafedh Mahfoudh (ar) ;
  - La Pharaone, ouvrage en langue française de Hédi Bouraoui.

## Naissances en 1999
- Naissance en Tunisie en 1999

## Décès en 1999
- Décès en Tunisie en 1999